# McDonald (Ohio)
McDonald è un villaggio degli Stati Uniti d'America, situato nello stato dell'Ohio, nella contea di Trumbull. La popolazione era di 3.172 abitanti secondo il censimento del 2020. È un sobborgo nell'area metropolitana di Youngstown–Warren.